# 2019–2020-as Európa-liga (csoportkör)
A 2019–2020-as Európa-liga csoportkörének mérkőzéseit 2019. szeptember 19. és december 12. között játszották le. A csoportkörben 48 csapat vett részt, melyből 24 csapat jutott tovább az egyenes kieséses szakaszba.

## Sorsolás
A csoportkör sorsolását 2019. augusztus 30-án, 13 órától tartották Monacóban.
A 48 csapatot 12 darab négycsapatos csoportba sorsolták. A csapatokat négy kalapba sorolták be, az UEFA-együtthatójuk sorrendjében. Azonos nemzetű együttesek, illetve politikai okok miatt, az orosz és ukrán csapatok nem voltak sorsolhatók azonos csoportba.
Ezen felül az azonos nemzetű csapatokat hat csoportra nézve is szétosztották (A–F, G–L), a televíziós közvetítések miatt. A végleges menetrendet a sorsolás után, számítógéppel állították össze.
| Játéknap    | Mérkőzések   |
| ----------- | ------------ |
| 1. játéknap | 2 – 3, 4 – 1 |
| 2. játéknap | 1 – 2, 3 – 4 |
| 3. játéknap | 3 – 1, 2 – 4 |

| Játéknap    | Mérkőzések   |
| ----------- | ------------ |
| 4. játéknap | 1 – 3, 4 – 2 |
| 5. játéknap | 3 – 2, 1 – 4 |
| 6. játéknap | 2 – 1, 4 – 3 |

A menetrend összeállításakor az alábbi szempontokat is figyelembe vették: azonos városban játszó csapatok nem játszhattak hazai pályán ugyanabban a fordulóban, valamint a "téli országokban" (pl. Oroszország) nem játszottak mérkőzést az utolsó játéknapon a hideg időjárás miatt.
A játéknapok: szeptember 19., október 3., október 24., november 7., november 28., december 12. A mérkőzések közép-európai idő szerint 18:55-kor és 21:00-kor kezdődtek.

## Csapatok
Az alábbi csapatok vettek részt a csoportkörben:
- 17 csapat ebben a körben lépett be
- 21 győztes csapat a rájátszásból (8 a bajnoki ágról, 13 a főágról)
- 6 vesztes csapat a UEFA-bajnokok ligája rájátszásából (4 a bajnoki ágról, 2 a nem bajnoki ágról)
- 4 vesztes csapat a UEFA-bajnokok ligája 3. selejtezőkörének nem bajnoki ágáról

| Csapat            | Együttható |
| ----------------- | ---------- |
| Sevilla FC        | 104,000    |
| Arsenal           | 101,000    |
| FC Porto          | 93,000     |
| AS Roma           | 81,000     |
| Manchester United | 78,000     |
| Dinamo Kijiv      | 65,000     |
| Beşiktaş JK       | 62,000     |
| Basel             | 54,500     |
| Sporting CP       | 50,000     |
| CSZKA Moszkva     | 48,000     |
| VfL Wolfsburg     | 40,000     |
| Lazio             | 37,000     |

| Csapat                   | Együttható |
| ------------------------ | ---------- |
| PSV Eindhoven            | 37,000     |
| FK Krasznodar            | 34,500     |
| Celtic                   | 31,000     |
| FC København             | 31,000     |
| Sporting de Braga        | 31,000     |
| KAA Gent                 | 29,500     |
| Borussia Mönchengladbach | 29,000     |
| Young Boys               | 27,500     |
| Asztana FK               | 27,500     |
| Ludogorec Razgrad        | 27,000     |
| APÓEL                    | 25,500     |
| Eintracht Frankfurt      | 24,000     |

| Csapat                  | Együttható |
| ----------------------- | ---------- |
| AS Saint-Étienne        | 23,000     |
| Qarabağ                 | 22,000     |
| Feyenoord               | 22,000     |
| Getafe CF               | 20,713     |
| Espanyol                | 20,713     |
| Malmö FF                | 20,000     |
| Partizan                | 18,000     |
| Standard de Liège       | 17,500     |
| Wolverhampton Wanderers | 17,092     |
| Rennes                  | 11,699     |
| Rosenborg               | 11,500     |
| İstanbul Başakşehir     | 10,500     |

| Csapat               | Együttható |
| -------------------- | ---------- |
| AZ                   | 10,500     |
| Vitória de Guimarães | 9,646      |
| Trabzonspor          | 8,000      |
| PFK Olekszandrija    | 7,780      |
| F91 Dudelange        | 6,250      |
| LASK Linz            | 6,250      |
| Wolfsberger AC       | 6,250      |
| Slovan Bratislava    | 6,000      |
| FC Lugano            | 6,000      |
| Rangers              | 5,250      |
| CFR Cluj             | 3,500      |
| Ferencváros          | 3,500      |

## Csoportok
A csoportokban a csapatok körmérkőzéses, oda-visszavágós rendszerben mérkőztek meg egymással. A csoportok első két helyezettje az egyenes kieséses szakaszba jutott.

### Sorrend meghatározása
Az UEFA versenyszabályzata alapján, ha két vagy több csapat a csoportmérkőzések után azonos pontszámmal állt, az alábbiak alapján kellett meghatározni a sorrendet (versenyszabályzat 16.01):
1. az azonosan álló csapatok mérkőzésein szerzett több pont
2. az azonosan álló csapatok mérkőzésein elért jobb gólkülönbség
3. az azonosan álló csapatok mérkőzésein szerzett több gól
4. az azonosan álló csapatok mérkőzésein idegenben szerzett több gól
5. ha kettőnél több csapat áll azonos pontszámmal, akkor az egymás elleni eredményeket mindaddig újra kell alkalmazni, amíg nem dönthető el a sorrend
6. az összes mérkőzésen elért jobb gólkülönbség
7. az összes mérkőzésen szerzett több gól
8. az összes mérkőzésen szerzett több idegenben szerzett gól
9. az összes mérkőzésen szerzett több győzelem
10. az összes mérkőzésen szerzett több idegenbeli győzelem
11. fair play pontszám (piros lap = 3 pont, sárga lap = 1 pont, kiállítás két sárga lap után = 3 pont);
12. jobb UEFA-együttható

Az időpontok közép-európai idő/közép-európai nyári idő szerint, zárójelben helyi idő szerint olvashatók.

### A csoport
| Hely. | Csapat        | M | Gy | D | V | G+ | G– | Gk  | P  | Továbbjutás                                |     | SEV | APO | QRB | DUD |
| ----- | ------------- | - | -- | - | - | -- | -- | --- | -- | ------------------------------------------ | --- | --- | --- | --- | --- |
| 1.    | Sevilla FC    | 6 | 5  | 0 | 1 | 14 | 3  | +11 | 15 | Továbbjutott az egyenes kieséses szakaszba |     | —   | 1–0 | 2–0 | 3–0 |
| 2.    | APÓEL         | 6 | 3  | 1 | 2 | 10 | 8  | +2  | 10 | Továbbjutott az egyenes kieséses szakaszba |     | 1–0 | —   | 2–1 | 3–4 |
| 3.    | Qarabağ       | 6 | 1  | 2 | 3 | 8  | 11 | −3  | 5  |                                            |     | 0–3 | 2–2 | —   | 1–1 |
| 4.    | F91 Dudelange | 6 | 1  | 1 | 4 | 8  | 18 | −10 | 4  |                                            | 2–5 | 0–2 | 1–4 | —   |     |

| 2019. szeptember 19. 18:55 (20:55 AZT) |

| Qarabağ | 0–3               | Sevilla FC                         |
| ------- | ----------------- | ---------------------------------- |
|         | (0–0) Jegyzőkönyv | Hernández 62' Munir 78' Torres 85' |

| Tofik Bahramov Stadion, Baku Játékvezető: Yevhen Aranovskyi (ukrán) |

| 2019. szeptember 19. 18:55 (19:55 EEST) |

| APÓEL                                       | 3–4               | F91 Dudelange                        |
| ------------------------------------------- | ----------------- | ------------------------------------ |
| Pavlović 54' 58' De Vincenti 56' (11-esből) | (0–1) Jegyzőkönyv | Sinani 36' 82' Bernier 51' Stolz 72' |

| GSZP Stadion, Nicosia Játékvezető: Dumitru Muntean (moldáv) |

| 2019. október 3. 21:00 |

| F91 Dudelange | 1–4               | Qarabağ                                                   |
| ------------- | ----------------- | --------------------------------------------------------- |
| Bernier 90'   | (0–3) Jegyzőkönyv | Zoubir 11' Míchel 30' Almeida 37' (11-esből) Quintana 69' |

| Stade Josy Barthel, Luxembourg Játékvezető: John Beaton (skót) |

| 2019. október 3. 21:00 |

| Sevilla FC    | 1–0               | APÓEL |
| ------------- | ----------------- | ----- |
| Hernández 17' | (1–0) Jegyzőkönyv |       |

| Estadio Ramón Sánchez-Pizjuán, Sevilla Játékvezető: Bas Nijhuis (holland) |

| 2019. október 24. 18:55 (20:55 AZT) |

| Qarabağ                 | 2–2               | APÓEL                              |
| ----------------------- | ----------------- | ---------------------------------- |
| Quintana 13' Ailton 58' | (1–2) Jegyzőkönyv | Medvedev 29' (öngól) Hallenius 45' |

| Tofik Bahramov Stadion, Baku Játékvezető: Filip Glova (szlovák) |

| 2019. október 24. 21:00 |

| Sevilla FC                | 3–0               | F91 Dudelange |
| ------------------------- | ----------------- | ------------- |
| Vázquez 48' 75' Munir 78' | (0–0) Jegyzőkönyv |               |

| Estadio Ramón Sánchez-Pizjuán, Sevilla Játékvezető: Anastasios Papapetrou (görög) |

| 2019. november 7. 18:55 |

| F91 Dudelange  | 2–5               | Sevilla FC                       |
| -------------- | ----------------- | -------------------------------- |
| Sinani 69' 80' | (0–4) Jegyzőkönyv | Dabour 17' 36' Munir 27' 33' 67' |

| Stade Josy Barthel, Luxembourg Játékvezető: Vilhjálmur Thórarinsson (izlandi) |

| 2019. november 7. 18:55 (19:55 EET) |

| APÓEL                 | 2–1               | Qarabağ      |
| --------------------- | ----------------- | ------------ |
| Souza 59' Ioannou 88' | (0–1) Jegyzőkönyv | Medvedev 10' |

| GSZP Stadion, Nicosia Játékvezető: Manuel Schüttengruber (osztrák) |

| 2019. november 28. 21:00 |

| Sevilla FC           | 2–0               | Qarabağ |
| -------------------- | ----------------- | ------- |
| Gil 61' Dabour 90+2' | (0–0) Jegyzőkönyv |         |

| Estadio Ramón Sánchez-Pizjuán, Sevilla Játékvezető: Mohammed Al-Hakim (svéd) |

| 2019. november 28. 21:00 |

| F91 Dudelange | 0–2               | APÓEL                           |
| ------------- | ----------------- | ------------------------------- |
|               | (0–2) Jegyzőkönyv | Matić 12' (11-esből) Merkis 43' |

| Stade Josy Barthel, Luxembourg Játékvezető: Gianluca Rocchi (olasz) |

| 2019. december 12. 18:55 (21:55 AZT) |

| Qarabağ     | 1–1               | F91 Dudelange |
| ----------- | ----------------- | ------------- |
| Gueye 90+1' | (0–0) Jegyzőkönyv | Bougrine 63'  |

| Tofik Bahramov Stadion, Baku Játékvezető: Kristo Tohver (észt) |

| 2019. december 12. 18:55 (19:55 EET) |

| APÓEL     | 1–0               | Sevilla FC |
| --------- | ----------------- | ---------- |
| Savić 61' | (0–0) Jegyzőkönyv |            |

| GSZP Stadion, Nicosia Játékvezető: Nikola Dabanović (montenegrói) |

### B csoport
| Hely. | Csapat       | M | Gy | D | V | G+ | G– | Gk | P  | Továbbjutás                                |     | MAL | CPH | DKV | LUG |
| ----- | ------------ | - | -- | - | - | -- | -- | -- | -- | ------------------------------------------ | --- | --- | --- | --- | --- |
| 1.    | Malmö FF     | 6 | 3  | 2 | 1 | 8  | 6  | +2 | 11 | Továbbjutott az egyenes kieséses szakaszba |     | —   | 1–1 | 4–3 | 2–1 |
| 2.    | FC København | 6 | 2  | 3 | 1 | 5  | 4  | +1 | 9  | Továbbjutott az egyenes kieséses szakaszba |     | 0–1 | —   | 1–1 | 1–0 |
| 3.    | Dinamo Kijiv | 6 | 1  | 4 | 1 | 7  | 7  | 0  | 7  |                                            |     | 1–0 | 1–1 | —   | 1–1 |
| 4.    | FC Lugano    | 6 | 0  | 3 | 3 | 2  | 5  | −3 | 3  |                                            | 0–0 | 0–1 | 0–0 | —   |     |

| 2019. szeptember 19. 18:55 (19:55 EEST) |

| Dinamo Kijiv  | 1–0               | Malmö FF |
| ------------- | ----------------- | -------- |
| Buyalskyi 84' | (0–0) Jegyzőkönyv |          |

| Olimpiai Stadion, Kijev Játékvezető: Alekszandar Sztavrev (északmacedón) |

| 2019. szeptember 19. 18:55 |

| FC København | 1–0               | FC Lugano |
| ------------ | ----------------- | --------- |
| Santos 50'   | (0–0) Jegyzőkönyv |           |

| Parken Stadion, Koppenhága Játékvezető: Fábio Veríssimo (portugál) |

| 2019. október 3. 21:00 |

| FC Lugano | 0–0         | Dinamo Kijiv |
| --------- | ----------- | ------------ |
|           | Jegyzőkönyv |              |

| Kybunpark, St. Gallen Játékvezető: Karim Abed (francia) |

| 2019. október 3. 21:00 |

| Malmö FF      | 1–1               | FC København          |
| ------------- | ----------------- | --------------------- |
| Rosenberg 55' | (0–1) Jegyzőkönyv | Nielsen 45+5' (öngól) |

| Stadion, Malmö Játékvezető: Deniz Aytekin (német) |

| 2019. október 24. 21:00 |

| Malmö FF                         | 2–1               | FC Lugano  |
| -------------------------------- | ----------------- | ---------- |
| Berget 13' (11-esből) Molins 32' | (2–0) Jegyzőkönyv | Gerndt 50' |

| Stadion, Malmö Játékvezető: Rob Harvey (ír) |

| 2019. október 24. 21:00 (22:00 EEST) |

| Dinamo Kijiv | 1–1               | FC København |
| ------------ | ----------------- | ------------ |
| Shabanov 53' | (0–1) Jegyzőkönyv | Sotiriou 2'  |

| Olimpiai Stadion, Kijev Játékvezető: Halil Umut Meler (török) |

| 2019. november 7. 18:55 |

| FC Lugano | 0–0         | Malmö FF |
| --------- | ----------- | -------- |
|           | Jegyzőkönyv |          |

| Kybunpark, St. Gallen Játékvezető: Giorgi Kruashvili (grúz) |

| 2019. november 7. 18:55 |

| FC København | 1–1               | Dinamo Kijiv |
| ------------ | ----------------- | ------------ |
| Stage 4'     | (1–0) Jegyzőkönyv | Verbič 70'   |

| Parken Stadion, Koppenhága Játékvezető: Bognár Tamás (magyar) |

| 2019. november 28. 21:00 |

| Malmö FF                                   | 4–3               | Dinamo Kijiv                           |
| ------------------------------------------ | ----------------- | -------------------------------------- |
| Bengtsson 2' Rosenberg 48' 90+6' Rakip 57' | (1–2) Jegyzőkönyv | Mykolenko 18' Tsyhankov 39' Verbič 77' |

| Stadion, Malmö Játékvezető: Pavel Královec (cseh) |

| 2019. november 28. 21:00 |

| FC Lugano | 0–1               | FC København |
| --------- | ----------------- | ------------ |
|           | (0–1) Jegyzőkönyv | Thomsen 27'  |

| Kybunpark, St. Gallen Játékvezető: Aleksei Eskov (orosz) |

| 2019. december 12. 18:55 (19:55 EET) |

| Dinamo Kijiv    | 1–1               | FC Lugano   |
| --------------- | ----------------- | ----------- |
| Tsyhankov 90+4' | (0–1) Jegyzőkönyv | Aratore 45' |

| Olimpiai Stadion, Kijev Játékvezető: Aliyar Aghayev (azeri) |

| 2019. december 12. 18:55 |

| FC København | 0–1               | Malmö FF                     |
| ------------ | ----------------- | ---------------------------- |
|              | (0–0) Jegyzőkönyv | Papagiannopoulos 77' (öngól) |

| Parken Stadion, Koppenhága Játékvezető: Davide Massa (olasz) |

### C csoport
| Hely. | Csapat        | M | Gy | D | V | G+ | G– | Gk | P  | Továbbjutás                                |     | BSL | GET | KRA | TRA |
| ----- | ------------- | - | -- | - | - | -- | -- | -- | -- | ------------------------------------------ | --- | --- | --- | --- | --- |
| 1.    | FC Basel      | 6 | 4  | 1 | 1 | 12 | 4  | +8 | 13 | Továbbjutott az egyenes kieséses szakaszba |     | —   | 2–1 | 5–0 | 2–0 |
| 2.    | Getafe CF     | 6 | 4  | 0 | 2 | 8  | 4  | +4 | 12 | Továbbjutott az egyenes kieséses szakaszba |     | 0–1 | —   | 3–0 | 1–0 |
| 3.    | FK Krasznodar | 6 | 3  | 0 | 3 | 7  | 11 | −4 | 9  |                                            |     | 1–0 | 1–2 | —   | 3–1 |
| 4.    | Trabzonspor   | 6 | 0  | 1 | 5 | 3  | 11 | −8 | 1  |                                            | 2–2 | 0–1 | 0–2 | —   |     |

| 2019. szeptember 19. 18:55 |

| Getafe CF | 1–0               | Trabzonspor |
| --------- | ----------------- | ----------- |
| Ángel 18' | (1–0) Jegyzőkönyv |             |

| Coliseum Alfonso Pérez, Getafe Játékvezető: Matej Jug (szlovén) |

| 2019. szeptember 19. 18:55 |

| FC Basel                                            | 5–0               | FK Krasznodar |
| --------------------------------------------------- | ----------------- | ------------- |
| Bua 9' 40' Zuffi 52' Vilhena 55' (öngól) Okafor 79' | (2–0) Jegyzőkönyv |               |

| St. Jakob-Park, Bázel Játékvezető: Mattias Gestranius (finn) |

| 2019. október 3. 21:00 (22:00 MSK) |

| FK Krasznodar | 1–2               | Getafe CF     |
| ------------- | ----------------- | ------------- |
| Ari 69'       | (0–1) Jegyzőkönyv | Ángel 36' 61' |

| Krasznodar Stadion, Krasznodar Játékvezető: Ivan Bebek (horvát) |

| 2019. október 3. 21:00 (22:00 TRT) |

| Trabzonspor         | 2–2               | FC Basel              |
| ------------------- | ----------------- | --------------------- |
| Parmak 26' Sosa 78' | (1–1) Jegyzőkönyv | Widmer 20' Okafor 80' |

| Şenol Güneş Stadion, Trabzon Játékvezető: Marco Di Bello (olasz) |

| 2019. október 24. 21:00 (22:00 TRT) |

| Trabzonspor | 0–2               | FK Krasznodar          |
| ----------- | ----------------- | ---------------------- |
|             | (0–0) Jegyzőkönyv | Berg 49' Vilhena 90+2' |

| Şenol Güneş Stadion, Trabzon Játékvezető: Harald Lechner (osztrák) |

| 2019. október 24. 21:00 |

| Getafe CF | 0–1               | FC Basel |
| --------- | ----------------- | -------- |
|           | (0–1) Jegyzőkönyv | Frei 18' |

| Coliseum Alfonso Pérez, Getafe Játékvezető: Jérôme Brisard (francia) |

| 2019. november 7. 18:55 (20:55 MSK) |

| FK Krasznodar                                 | 3–1               | Trabzonspor    |
| --------------------------------------------- | ----------------- | -------------- |
| Asan 27' (öngól) Fernandes 34' Ignatyev 90+3' | (2–0) Jegyzőkönyv | Nwakaeme 90+4' |

| Krasznodar Stadion, Krasznodar Játékvezető: Benoît Bastien (francia) |

| 2019. november 7. 18:55 |

| FC Basel           | 2–1               | Getafe CF           |
| ------------------ | ----------------- | ------------------- |
| Arthur 8' Frei 60' | (1–1) Jegyzőkönyv | Mata 45' (11-esből) |

| St. Jakob-Park, Bázel Játékvezető: Serhiy Boyko (ukrán) |

| 2019. november 28. 16:50 (18:50 TRT) |

| Trabzonspor | 0–1               | Getafe CF |
| ----------- | ----------------- | --------- |
|             | (0–0) Jegyzőkönyv | Mata 50'  |

| Şenol Güneş Stadion, Trabzon Játékvezető: Andris Treimanis (lett) |

| 2019. november 28. 16:50 (18:50 MSK) |

| FK Krasznodar      | 1–0               | FC Basel |
| ------------------ | ----------------- | -------- |
| Ari 72' (11-esből) | (0–0) Jegyzőkönyv |          |

| Krasznodar Stadion, Krasznodar Játékvezető: Bobby Madden (skót) |

| 2019. december 12. 21:00 |

| Getafe CF                         | 3–0               | FK Krasznodar |
| --------------------------------- | ----------------- | ------------- |
| Cabrera 76' Molina 79' Kenedy 86' | (0–0) Jegyzőkönyv |               |

| Coliseum Alfonso Pérez, Getafe Játékvezető: Daniel Siebert (német) |

| 2019. december 12. 21:00 |

| FC Basel               | 2–0               | Trabzonspor |
| ---------------------- | ----------------- | ----------- |
| Widmer 22' Stocker 72' | (1–0) Jegyzőkönyv |             |

| St. Jakob-Park, Bázel Játékvezető: Alekszandar Sztavrev (északmacedón) |

### D csoport
| Hely. | Csapat        | M | Gy | D | V | G+ | G– | Gk | P  | Továbbjutás                                |     | LIN | SPO | PSV | ROS |
| ----- | ------------- | - | -- | - | - | -- | -- | -- | -- | ------------------------------------------ | --- | --- | --- | --- | --- |
| 1.    | LASK Linz     | 6 | 4  | 1 | 1 | 11 | 4  | +7 | 13 | Továbbjutott az egyenes kieséses szakaszba |     | —   | 3–0 | 4–1 | 1–0 |
| 2.    | Sporting CP   | 6 | 4  | 0 | 2 | 11 | 7  | +4 | 12 | Továbbjutott az egyenes kieséses szakaszba |     | 2–1 | —   | 4–0 | 1–0 |
| 3.    | PSV Eindhoven | 6 | 2  | 2 | 2 | 9  | 12 | −3 | 8  |                                            |     | 0–0 | 3–2 | —   | 1–1 |
| 4.    | Rosenborg     | 6 | 0  | 1 | 5 | 3  | 11 | −8 | 1  |                                            | 1–2 | 0–2 | 1–4 | —   |     |

| 2019. szeptember 19. 18:55 |

| PSV Eindhoven                              | 3–2               | Sporting CP                         |
| ------------------------------------------ | ----------------- | ----------------------------------- |
| Malen 19' Coates 25' (öngól) Baumgartl 48' | (2–1) Jegyzőkönyv | Fernandes 38' (11-esből) Mendes 82' |

| Philips Stadion, Eindhoven Játékvezető: Ivan Kružliak (szlovák) |

| 2019. szeptember 19. 18:55 |

| LASK Linz     | 1–0               | Rosenborg |
| ------------- | ----------------- | --------- |
| Holland 45+3' | (1–0) Jegyzőkönyv |           |

| Linzer Stadion, Linz Játékvezető: Donatas Rumšas (litván) |

| 2019. október 3. 21:00 |

| Rosenborg     | 1–4               | PSV Eindhoven                                |
| ------------- | ----------------- | -------------------------------------------- |
| Adegbenro 70' | (0–3) Jegyzőkönyv | Rosario 14' Meling 38' (öngól) Malen 41' 79' |

| Lerkendal Stadion, Trondheim Játékvezető: Halil Umut Meler (török) |

| 2019. október 3. 21:00 (20:00 WEST) |

| Sporting CP                     | 2–1               | LASK Linz |
| ------------------------------- | ----------------- | --------- |
| Luiz Phellype 58' Fernandes 63' | (0–1) Jegyzőkönyv | Raguž 16' |

| Estádio José Alvalade, Lisszabon Játékvezető: Alain Durieux (luxemburgi) |

| 2019. október 24. 21:00 (20:00 WEST) |

| Sporting CP | 1–0               | Rosenborg |
| ----------- | ----------------- | --------- |
| Bolasie 70' | (0–0) Jegyzőkönyv |           |

| Estádio José Alvalade, Lisszabon Játékvezető: Lawrence Visser (belga) |

| 2019. október 24. 21:00 |

| PSV Eindhoven | 0–0         | LASK Linz |
| ------------- | ----------- | --------- |
|               | Jegyzőkönyv |           |

| Philips Stadion, Eindhoven Játékvezető: Chris Kavanagh (angol) |

| 2019. november 7. 18:55 |

| Rosenborg | 0–2               | Sporting CP              |
| --------- | ----------------- | ------------------------ |
|           | (0–2) Jegyzőkönyv | Coates 16' Fernandes 38' |

| Lerkendal Stadion, Trondheim Játékvezető: Kevin Clancy (skót) |

| 2019. november 7. 18:55 |

| LASK Linz                             | 4–1               | PSV Eindhoven         |
| ------------------------------------- | ----------------- | --------------------- |
| Ranftl 56' Frieser 60' Klauss 78' 82' | (0–1) Jegyzőkönyv | Schwaab 5' (11-esből) |

| Linzer Stadion, Linz Játékvezető: Radu Petrescu (román) |

| 2019. november 28. 21:00 (20:00 WET) |

| Sporting CP                                               | 4–0               | PSV Eindhoven |
| --------------------------------------------------------- | ----------------- | ------------- |
| Luiz Phellype 9' Fernandes 16' 64' (11-esből) Mathieu 43' | (3–0) Jegyzőkönyv |               |

| Estádio José Alvalade, Lisszabon Játékvezető: Orel Grinfeld (izraeli) |

| 2019. november 28. 21:00 |

| Rosenborg   | 1–2               | LASK Linz                 |
| ----------- | ----------------- | ------------------------- |
| Johnsen 45' | (1–1) Jegyzőkönyv | Goiginger 20' Frieser 54' |

| Lerkendal Stadion, Trondheim Játékvezető: Giorgi Kruashvili (grúz) |

| 2019. december 12. 18:55 |

| PSV Eindhoven | 1–1               | Rosenborg   |
| ------------- | ----------------- | ----------- |
| Ihattaren 63' | (0–1) Jegyzőkönyv | Helland 22' |

| Philips Stadion, Eindhoven Játékvezető: Vitali Meshkov (orosz) |

| 2019. december 12. 18:55 |

| LASK Linz                                     | 3–0               | Sporting CP |
| --------------------------------------------- | ----------------- | ----------- |
| Trauner 23' Klauss 38' (11-esből) Raguž 90+3' | (2–0) Jegyzőkönyv |             |

| Linzer Stadion, Linz Játékvezető: William Collum (skót) |

### E csoport
| Hely. | Csapat   | M | Gy | D | V | G+ | G– | Gk | P  | Továbbjutás                                |     | CEL | CFR | LAZ | REN |
| ----- | -------- | - | -- | - | - | -- | -- | -- | -- | ------------------------------------------ | --- | --- | --- | --- | --- |
| 1.    | Celtic   | 6 | 4  | 1 | 1 | 10 | 6  | +4 | 13 | Továbbjutott az egyenes kieséses szakaszba |     | —   | 2–0 | 2–1 | 3–1 |
| 2.    | CFR Cluj | 6 | 4  | 0 | 2 | 6  | 4  | +2 | 12 | Továbbjutott az egyenes kieséses szakaszba |     | 2–0 | —   | 2–1 | 1–0 |
| 3.    | Lazio    | 6 | 2  | 0 | 4 | 6  | 9  | −3 | 6  |                                            |     | 1–2 | 1–0 | —   | 2–1 |
| 4.    | Rennes   | 6 | 1  | 1 | 4 | 5  | 8  | −3 | 4  |                                            | 1–1 | 0–1 | 2–0 | —   |     |

| 2019. szeptember 19. 18:55 |

| Rennes               | 1–1               | Celtic                  |
| -------------------- | ----------------- | ----------------------- |
| Niang 38' (11-esből) | (1–0) Jegyzőkönyv | Christie 59' (11-esből) |

| Roazhon Park, Rennes Játékvezető: José María Sánchez Martínez (spanyol) |

| 2019. szeptember 19. 18:55 (19:55 EEST) |

| CFR Cluj                       | 2–1               | Lazio      |
| ------------------------------ | ----------------- | ---------- |
| Deac 41' (11-esből) Omrani 75' | (1–1) Jegyzőkönyv | Bastos 25' |

| Stadionul Dr. Constantin Rădulescu, Kolozsvár Játékvezető: Daniel Stefański (lengyel) |

| 2019. október 3. 21:00 |

| Lazio                             | 2–1               | Rennes    |
| --------------------------------- | ----------------- | --------- |
| Milinković-Savić 63' Immobile 75' | (0–0) Jegyzőkönyv | Morel 55' |

| Olimpiai Stadion, Róma Játékvezető: Serhiy Boyko (ukrán) |

| 2019. október 3. 21:00 |

| Celtic                      | 2–0               | CFR Cluj |
| --------------------------- | ----------------- | -------- |
| Édouard 20' Elyounoussi 59' | (1–0) Jegyzőkönyv |          |

| Celtic Park, Glasgow Játékvezető: Daniel Siebert (német) |

| 2019. október 24. 21:00 |

| Celtic                   | 2–1               | Lazio       |
| ------------------------ | ----------------- | ----------- |
| Christie 67' Jullien 89' | (0–1) Jegyzőkönyv | Lazzari 40' |

| Celtic Park, Glasgow Játékvezető: Ivan Bebek (horvát) |

| 2019. október 24. 21:00 |

| Rennes | 0–1               | CFR Cluj |
| ------ | ----------------- | -------- |
|        | (0–1) Jegyzőkönyv | Deac 9'  |

| Roazhon Park, Rennes Játékvezető: Aleksei Eskov (orosz) |

| 2019. november 7. 18:55 |

| Lazio       | 1–2               | Celtic                   |
| ----------- | ----------------- | ------------------------ |
| Immobile 7' | (1–1) Jegyzőkönyv | Forrest 38' Ntcham 90+5' |

| Olimpiai Stadion, Róma Játékvezető: Tobias Stieler (német) |

| 2019. november 7. 18:55 (19:55 EET) |

| CFR Cluj   | 1–0               | Rennes |
| ---------- | ----------------- | ------ |
| Rondón 87' | (0–0) Jegyzőkönyv |        |

| Stadionul Dr. Constantin Rădulescu, Kolozsvár Játékvezető: Tiago Martins (portugál) |

| 2019. november 28. 21:00 |

| Celtic                                 | 3–1               | Rennes    |
| -------------------------------------- | ----------------- | --------- |
| Morgan 22' Christie 45+1' Johnston 74' | (2–0) Jegyzőkönyv | Hunou 89' |

| Celtic Park, Glasgow Játékvezető: Espen Eskås (norvég) |

| 2019. november 28. 21:00 |

| Lazio      | 1–0               | CFR Cluj |
| ---------- | ----------------- | -------- |
| Correa 24' | (1–0) Jegyzőkönyv |          |

| Olimpiai Stadion, Róma Játékvezető: Ali Palabıyık (török) |

| 2019. december 12. 18:55 |

| Rennes          | 2–0               | Lazio |
| --------------- | ----------------- | ----- |
| Gnagnon 31' 87' | (1–0) Jegyzőkönyv |       |

| Roazhon Park, Rennes Játékvezető: Srđan Jovanović (szerb) |

| 2019. december 12. 18:55 (19:55 EET) |

| CFR Cluj               | 2–0               | Celtic |
| ---------------------- | ----------------- | ------ |
| Burcă 49' Djoković 70' | (0–0) Jegyzőkönyv |        |

| Stadionul Dr. Constantin Rădulescu, Kolozsvár Játékvezető: Halis Özkahya (török) |

### F csoport
| Hely. | Csapat               | M | Gy | D | V | G+ | G– | Gk | P  | Továbbjutás                                |     | ARS | FRA | STL | VSC |
| ----- | -------------------- | - | -- | - | - | -- | -- | -- | -- | ------------------------------------------ | --- | --- | --- | --- | --- |
| 1.    | Arsenal              | 6 | 3  | 2 | 1 | 14 | 7  | +7 | 11 | Továbbjutott az egyenes kieséses szakaszba |     | —   | 1–2 | 4–0 | 3–2 |
| 2.    | Eintracht Frankfurt  | 6 | 3  | 0 | 3 | 8  | 10 | −2 | 9  | Továbbjutott az egyenes kieséses szakaszba |     | 0–3 | —   | 2–1 | 2–3 |
| 3.    | Standard de Liège    | 6 | 2  | 2 | 2 | 8  | 10 | −2 | 8  |                                            |     | 2–2 | 2–1 | —   | 2–0 |
| 4.    | Vitória de Guimarães | 6 | 1  | 2 | 3 | 7  | 10 | −3 | 5  |                                            | 1–1 | 0–1 | 1–1 | —   |     |

| 2019. szeptember 19. 18:55 |

| Eintracht Frankfurt | 0–3               | Arsenal                             |
| ------------------- | ----------------- | ----------------------------------- |
|                     | (0–1) Jegyzőkönyv | Willock 38' Saka 85' Aubameyang 88' |

| Commerzbank-Arena, Frankfurt Játékvezető: Davide Massa (olasz) |

| 2019. szeptember 19. 18:55 |

| Standard de Liège              | 2–0               | Vitória de Guimarães |
| ------------------------------ | ----------------- | -------------------- |
| Hanin 66' (öngól) M'Poku 90+1' | (0–0) Jegyzőkönyv |                      |

| Stade Maurice Dufrasne, Liège Játékvezető: Szergej Ivanov (orosz) |

| 2019. október 3. 21:00 (20:00 WEST) |

| Vitória de Guimarães | 0–1               | Eintracht Frankfurt |
| -------------------- | ----------------- | ------------------- |
|                      | (0–1) Jegyzőkönyv | N'Dicka 36'         |

| Estádio D. Afonso Henriques, Guimarães Játékvezető: Radu Petrescu (román) |

| 2019. október 3. 21:00 (20:00 BST) |

| Arsenal                                     | 4–0               | Standard de Liège |
| ------------------------------------------- | ----------------- | ----------------- |
| Martinelli 13' 16' Willock 22' Ceballos 57' | (3–0) Jegyzőkönyv |                   |

| Emirates Stadion, London Játékvezető: Sandro Schärer (svájci) |

| 2019. október 24. 21:00 (20:00 BST) |

| Arsenal                       | 3–2               | Vitória de Guimarães |
| ----------------------------- | ----------------- | -------------------- |
| Martinelli 32' Pépé 80' 90+3' | (1–2) Jegyzőkönyv | Edwards 9' Bruno 37' |

| Emirates Stadion, London Játékvezető: Serdar Gözübüyük (holland) |

| 2019. október 24. 21:00 |

| Eintracht Frankfurt         | 2–1               | Standard de Liège |
| --------------------------- | ----------------- | ----------------- |
| Abraham 28' Hinteregger 73' | (1–0) Jegyzőkönyv | Ámalah 82'        |

| Commerzbank-Arena, Frankfurt Játékvezető: Daniel Stefański (lengyel) |

| 2019. november 6. 16:50 (15:50 WET) |

| Vitória de Guimarães | 1–1               | Arsenal     |
| -------------------- | ----------------- | ----------- |
| Bruno 90+1'          | (0–0) Jegyzőkönyv | Mustafi 81' |

| Estádio D. Afonso Henriques, Guimarães Játékvezető: Halis Özkahya (török) |

| 2019. november 7. 18:55 |

| Standard de Liège              | 2–1               | Eintracht Frankfurt |
| ------------------------------ | ----------------- | ------------------- |
| Vanheusden 56' Lestienne 90+4' | (0–0) Jegyzőkönyv | Kostić 65'          |

| Stade Maurice Dufrasne, Liège Játékvezető: Matej Jug (szlovén) |

| 2019. november 27. 16:50 (15:50 WET) |

| Vitória de Guimarães | 1–1               | Standard de Liège        |
| -------------------- | ----------------- | ------------------------ |
| Pereira 45+2'        | (1–1) Jegyzőkönyv | Lestienne 40' (11-esből) |

| Estádio D. Afonso Henriques, Guimarães Játékvezető: Serhiy Boyko (ukrán) |

| 2019. november 28. 21:00 (20:00 GMT) |

| Arsenal          | 1–2               | Eintracht Frankfurt |
| ---------------- | ----------------- | ------------------- |
| Aubameyang 45+1' | (1–0) Jegyzőkönyv | Kamada 55' 64'      |

| Emirates Stadion, London Játékvezető: Ruddy Buquet (francia) |

| 2019. december 12. 18:55 |

| Eintracht Frankfurt     | 2–3               | Vitória de Guimarães                  |
| ----------------------- | ----------------- | ------------------------------------- |
| Da Costa 31' Kamada 38' | (2–1) Jegyzőkönyv | Rochinha 8' Elmusrati 85' Edwards 87' |

| Commerzbank-Arena, Frankfurt Játékvezető: Gediminas Mažeika (litván) |

| 2019. december 12. 18:55 |

| Standard de Liège      | 2–2               | Arsenal                |
| ---------------------- | ----------------- | ---------------------- |
| Bastien 47' Ámalah 69' | (0–0) Jegyzőkönyv | Lacazette 79' Saka 81' |

| Stade Maurice Dufrasne, Liège Játékvezető: Andreas Ekberg (svéd) |

### G csoport
| Hely. | Csapat     | M | Gy | D | V | G+ | G– | Gk | P  | Továbbjutás                                |     | POR | RAN | YB  | FEY |
| ----- | ---------- | - | -- | - | - | -- | -- | -- | -- | ------------------------------------------ | --- | --- | --- | --- | --- |
| 1.    | FC Porto   | 6 | 3  | 1 | 2 | 8  | 9  | −1 | 10 | Továbbjutott az egyenes kieséses szakaszba |     | —   | 1–1 | 2–1 | 3–2 |
| 2.    | Rangers    | 6 | 2  | 3 | 1 | 8  | 6  | +2 | 9  | Továbbjutott az egyenes kieséses szakaszba |     | 2–0 | —   | 1–1 | 1–0 |
| 3.    | Young Boys | 6 | 2  | 2 | 2 | 8  | 7  | +1 | 8  |                                            |     | 1–2 | 2–1 | —   | 2–0 |
| 4.    | Feyenoord  | 6 | 1  | 2 | 3 | 7  | 9  | −2 | 5  |                                            | 2–0 | 2–2 | 1–1 | —   |     |

| 2019. szeptember 19. 21:00 (20:00 WEST) |

| FC Porto      | 2–1               | Young Boys           |
| ------------- | ----------------- | -------------------- |
| Soares 8' 29' | (2–1) Jegyzőkönyv | Nsame 15' (11-esből) |

| Estádio do Dragão, Porto Játékvezető: Andris Treimanis (lett) |

| 2019. szeptember 19. 21:00 (20:00 BST) |

| Rangers | 1–0               | Feyenoord |
| ------- | ----------------- | --------- |
| Ojo 24' | (1–0) Jegyzőkönyv |           |

| Ibrox Stadion, Glasgow Játékvezető: Antonio Mateu Lahoz (spanyol) |

| 2019. október 3. 18:55 |

| Feyenoord                  | 2–0               | FC Porto |
| -------------------------- | ----------------- | -------- |
| Toornstra 49' Karsdorp 80' | (0–0) Jegyzőkönyv |          |

| De Kuip, Rotterdam Játékvezető: Szergej Karaszjov (orosz) |

| 2019. október 3. 18:55 |

| Young Boys                 | 2–1               | Rangers     |
| -------------------------- | ----------------- | ----------- |
| Assalé 50' Fassnacht 90+3' | (0–1) Jegyzőkönyv | Morelos 44' |

| Stade de Suisse, Bern Játékvezető: Manuel Schüttengruber (osztrák) |

| 2019. október 24. 18:55 |

| Young Boys                                 | 2–0               | Feyenoord |
| ------------------------------------------ | ----------------- | --------- |
| Assalé 14' (11-esből) Nsame 28' (11-esből) | (2–0) Jegyzőkönyv |           |

| Stade de Suisse, Bern Játékvezető: Jakob Kehlet (dán) |

| 2019. október 24. 18:55 (17:55 WEST) |

| FC Porto | 1–1               | Rangers     |
| -------- | ----------------- | ----------- |
| Díaz 36' | (1–1) Jegyzőkönyv | Morelos 44' |

| Estádio do Dragão, Porto Játékvezető: Nikola Dabanović (montenegrói) |

| 2019. november 7. 21:00 |

| Feyenoord               | 1–1               | Young Boys    |
| ----------------------- | ----------------- | ------------- |
| Berghuis 18' (11-esből) | (1–0) Jegyzőkönyv | Spielmann 71' |

| De Kuip, Rotterdam Játékvezető: Paweł Gil (lengyel) |

| 2019. november 7. 21:00 (20:00 GMT) |

| Rangers               | 2–0               | FC Porto |
| --------------------- | ----------------- | -------- |
| Morelos 69' Davis 73' | (0–0) Jegyzőkönyv |          |

| Ibrox Stadion, Glasgow Játékvezető: Davide Massa (olasz) |

| 2019. november 28. 18:55 |

| Young Boys   | 1–2               | FC Porto          |
| ------------ | ----------------- | ----------------- |
| Fassnacht 6' | (1–0) Jegyzőkönyv | Aboubakar 76' 79' |

| Stade de Suisse, Bern Játékvezető: Tamás Bognár (magyar) |

| 2019. november 28. 18:55 |

| Feyenoord                    | 2–2               | Rangers         |
| ---------------------------- | ----------------- | --------------- |
| Toornstra 33' Sinisterra 68' | (1–0) Jegyzőkönyv | Morelos 53' 65' |

| De Kuip, Rotterdam Játékvezető: Damir Skomina (szlovén) |

| 2019. december 12. 21:00 (20:00 WET) |

| FC Porto                                | 3–2               | Feyenoord                 |
| --------------------------------------- | ----------------- | ------------------------- |
| Díaz 14' Malacia 16' (öngól) Soares 34' | (3–2) Jegyzőkönyv | Botteghin 19' Larsson 22' |

| Estádio do Dragão, Porto Játékvezető: Deniz Aytekin (német) |

| 2019. december 12. 21:00 (20:00 GMT) |

| Rangers     | 1–1               | Young Boys          |
| ----------- | ----------------- | ------------------- |
| Morelos 30' | (1–0) Jegyzőkönyv | Barišić 89' (öngól) |

| Ibrox Stadion, Glasgow Játékvezető: Felix Brych (német) |

### H csoport
| Hely. | Csapat            | M | Gy | D | V | G+ | G– | Gk | P  | Továbbjutás                                |     | ESP | LUD | FTC | CSKA |
| ----- | ----------------- | - | -- | - | - | -- | -- | -- | -- | ------------------------------------------ | --- | --- | --- | --- | ---- |
| 1.    | Espanyol          | 6 | 3  | 2 | 1 | 12 | 4  | +8 | 11 | Továbbjutott az egyenes kieséses szakaszba |     | —   | 6–0 | 1–1 | 0–1  |
| 2.    | Ludogorec Razgrad | 6 | 2  | 2 | 2 | 10 | 10 | 0  | 8  | Továbbjutott az egyenes kieséses szakaszba |     | 0–1 | —   | 1–1 | 5–1  |
| 3.    | Ferencváros       | 6 | 1  | 4 | 1 | 5  | 7  | −2 | 7  |                                            |     | 2–2 | 0–3 | —   | 0–0  |
| 4.    | CSZKA Moszkva     | 6 | 1  | 2 | 3 | 3  | 9  | −6 | 5  |                                            | 0–2 | 1–1 | 0–1 | —   |      |

| 2019. szeptember 19. 21:00 |

| Ludogorec Razgrad                                      | 5–1               | CSZKA Moszkva |
| ------------------------------------------------------ | ----------------- | ------------- |
| Wanderson 48' Lukoki 50' Keșerü 52' 68' 73' (11-esből) | (0–1) Jegyzőkönyv | Diveyev 11'   |

| Ludogorec Aréna, Razgrad Játékvezető: Irfan Peljto (bosznia-hercegovinai) |

| 2019. szeptember 19. 21:00 |

| Espanyol   | 1–1               | Ferencváros          |
| ---------- | ----------------- | -------------------- |
| Vargas 60' | (0–1) Jegyzőkönyv | J. López 10' (öngól) |

| Estadi Cornellà-El Prat, Cornellà de Llobregat Játékvezető: Nikola Dabanović (montenegrói) |

| 2019. október 3. 18:55 |

| Ferencváros | 0–3               | Ludogorec Razgrad                |
| ----------- | ----------------- | -------------------------------- |
|             | (0–2) Jegyzőkönyv | Lukoki 1' Rafael Forster 40' 64' |

| Groupama Aréna, Budapest Játékvezető: Bartosz Frankowski (lengyel) |

| 2019. október 3. 18:55 (19:55 MSK) |

| CSZKA Moszkva | 0–2               | Espanyol                   |
| ------------- | ----------------- | -------------------------- |
|               | (0–0) Jegyzőkönyv | Wu Lei 64' Campuzano 90+5' |

| VEB Aréna, Moszkva Játékvezető: Ali Palabıyık (török) |

| 2019. október 24. 18:55 |

| CSZKA Moszkva | 0–1               | Ferencváros |
| ------------- | ----------------- | ----------- |
|               | (0–0) Jegyzőkönyv | Varga 86'   |

| VEB Aréna, Moszkva Játékvezető: Pavel Orel (cseh) |

| 2019. október 24. 18:55 (19:55 MSK) |

| Ludogorec Razgrad | 0–1               | Espanyol      |
| ----------------- | ----------------- | ------------- |
|                   | (0–1) Jegyzőkönyv | Campuzano 13' |

| Ludogorec Aréna, Razgrad Játékvezető: Aliyar Aghayev (azeri) |

| 2019. november 7. 21:00 |

| Ferencváros | 0–0         | CSZKA Moszkva |
| ----------- | ----------- | ------------- |
|             | Jegyzőkönyv |               |

| Groupama Aréna, Budapest Játékvezető: Alekszandar Sztavrev (északmacedón) |

| 2019. november 7. 21:00 |

| Espanyol                                                                             | 6–0               | Ludogorec Razgrad |
| ------------------------------------------------------------------------------------ | ----------------- | ----------------- |
| Melendo 4' L. López 19' Vargas 36' (11-esből) Campuzano 52' Pedrosa 73' Ferreyra 76' | (3–0) Jegyzőkönyv |                   |

| Estadi Cornellà-El Prat, Cornellà de Llobregat Játékvezető: François Letexier (francia) |

| 2019. november 28. 18:55 |

| CSZKA Moszkva | 1–1               | Ludogorec Razgrad |
| ------------- | ----------------- | ----------------- |
| Chalov 76'    | (0–0) Jegyzőkönyv | Keșerü 66'        |

| VEB Aréna, Moszkva Játékvezető: Jakob Kehlet (dán) |

| 2019. november 28. 18:55 (20:55 MSK) |

| Ferencváros                        | 2–2               | Espanyol                 |
| ---------------------------------- | ----------------- | ------------------------ |
| Sigér 23' Škvarka 90+1' (11-esből) | (1–1) Jegyzőkönyv | Melendo 31' Darder 90+6' |

| Groupama Aréna, Budapest Játékvezető: Tiago Martins (portugál) |

| 2019. december 12. 21:00 |

| Ludogorec Razgrad | 1–1               | Ferencváros      |
| ----------------- | ----------------- | ---------------- |
| Lukoki 24'        | (1–0) Jegyzőkönyv | Szihnevics 90+5' |

| Ludogorec Aréna, Razgrad Játékvezető: Matej Jug (szlovén) |

| 2019. december 12. 21:00 |

| Espanyol | 0–1               | CSZKA Moszkva |
| -------- | ----------------- | ------------- |
|          | (0–0) Jegyzőkönyv | Vlašić 84'    |

| Estadi Cornellà-El Prat, Cornellà de Llobregat Játékvezető: Kevin Blom (holland) |

### I csoport
| Hely. | Csapat            | M | Gy | D | V | G+ | G– | Gk | P  | Továbbjutás                                |     | GNT | WOL | SET | OLK |
| ----- | ----------------- | - | -- | - | - | -- | -- | -- | -- | ------------------------------------------ | --- | --- | --- | --- | --- |
| 1.    | KAA Gent          | 6 | 3  | 3 | 0 | 11 | 7  | +4 | 12 | Továbbjutott az egyenes kieséses szakaszba |     | —   | 2–2 | 3–2 | 2–1 |
| 2.    | VfL Wolfsburg     | 6 | 3  | 2 | 1 | 9  | 7  | +2 | 11 | Továbbjutott az egyenes kieséses szakaszba |     | 1–3 | —   | 1–0 | 3–1 |
| 3.    | AS Saint-Étienne  | 6 | 0  | 4 | 2 | 6  | 8  | −2 | 4  |                                            |     | 0–0 | 1–1 | —   | 1–1 |
| 4.    | PFK Olekszandrija | 6 | 0  | 3 | 3 | 6  | 10 | −4 | 3  |                                            | 1–1 | 0–1 | 2–2 | —   |     |

| 2019. szeptember 19. 21:00 |

| KAA Gent                        | 3–2               | AS Saint-Étienne                |
| ------------------------------- | ----------------- | ------------------------------- |
| David 2' 43' Perrin 64' (öngól) | (2–1) Jegyzőkönyv | Khazri 38' Kaminski 75' (öngól) |

| Ghelamco Arena, Gent Játékvezető: Roi Reinshreiber (izraeli) |

| 2019. szeptember 19. 21:00 |

| VfL Wolfsburg                      | 3–1               | PFK Olekszandrija |
| ---------------------------------- | ----------------- | ----------------- |
| Arnold 20' Mehmedi 24' Brekalo 67' | (2–0) Jegyzőkönyv | Banada 66'        |

| Volkswagen Arena, Wolfsburg Játékvezető: Halis Özkahya (török) |

| 2019. október 3. 18:55 (19:55 EEST) |

| PFK Olekszandrija | 1–1               | KAA Gent    |
| ----------------- | ----------------- | ----------- |
| Sitalo 60'        | (0–1) Jegyzőkönyv | Depoitre 6' |

| Arena Lviv, Lviv Játékvezető: Jens Maae (dán) |

| 2019. október 3. 18:55 |

| AS Saint-Étienne  | 1–1               | VfL Wolfsburg |
| ----------------- | ----------------- | ------------- |
| Kolodziejczak 13' | (1–1) Jegyzőkönyv | William 15'   |

| Stade Geoffroy-Guichard, Saint-Étienne Játékvezető: Craig Pawson (angol) |

| 2019. október 24. 18:55 |

| AS Saint-Étienne | 1–1               | PFK Olekszandrija         |
| ---------------- | ----------------- | ------------------------- |
| Gabriel Silva 8' | (1–1) Jegyzőkönyv | Gabriel Silva 14' (öngól) |

| Stade Geoffroy-Guichard, Saint-Étienne Játékvezető: Espen Eskås (norvég) |

| 2019. október 24. 18:55 |

| KAA Gent            | 2–2               | VfL Wolfsburg               |
| ------------------- | ----------------- | --------------------------- |
| Yaremchuk 41' 90+4' | (1–2) Jegyzőkönyv | Weghorst 3' João Victor 24' |

| Ghelamco Arena, Gent Játékvezető: Szergej Ivanov (orosz) |

| 2019. november 7. 21:00 (22:00 EET) |

| PFK Olekszandrija             | 2–2               | AS Saint-Étienne                 |
| ----------------------------- | ----------------- | -------------------------------- |
| Bezborodko 84' Zaderaka 90+1' | (0–1) Jegyzőkönyv | Khazri 24' (11-esből) Camara 72' |

| Arena Lviv, Lviv Játékvezető: João Pinheiro (portugál) |

| 2019. november 7. 21:00 |

| VfL Wolfsburg   | 1–3               | KAA Gent                                      |
| --------------- | ----------------- | --------------------------------------------- |
| João Victor 20' | (1–0) Jegyzőkönyv | Yaremchuk 50' Depoitre 65' Ngadeu-Ngadjui 76' |

| Volkswagen Arena, Wolfsburg Játékvezető: Massimiliano Irrati (olasz) |

| 2019. november 28. 18:55 |

| AS Saint-Étienne | 0–0         | KAA Gent |
| ---------------- | ----------- | -------- |
|                  | Jegyzőkönyv |          |

| Stade Geoffroy-Guichard, Saint-Étienne Játékvezető: Irfan Peljto (bosznia-hercegovinai) |

| 2019. november 28. 18:55 (19:55 EET) |

| PFK Olekszandrija | 0–1               | VfL Wolfsburg             |
| ----------------- | ----------------- | ------------------------- |
|                   | (0–1) Jegyzőkönyv | Weghorst 45+1' (11-esből) |

| Arena Lviv, Lviv Játékvezető: Manuel Schüttengruber (osztrák) |

| 2019. december 12. 21:00 |

| KAA Gent        | 2–1               | PFK Olekszandrija  |
| --------------- | ----------------- | ------------------ |
| Depoitre 7' 16' | (2–0) Jegyzőkönyv | Miroshnichenko 54' |

| Ghelamco Arena, Gent Játékvezető: Radu Petrescu (román) |

| 2019. december 12. 21:00 |

| VfL Wolfsburg | 1–0               | AS Saint-Étienne |
| ------------- | ----------------- | ---------------- |
| Otávio 52'    | (0–0) Jegyzőkönyv |                  |

| Volkswagen Arena, Wolfsburg Játékvezető: Paul Tierney (angol) |

### J csoport
| Hely. | Csapat                   | M | Gy | D | V | G+ | G– | Gk | P  | Továbbjutás                                |     | IBS | ROM | MGB | WOL |
| ----- | ------------------------ | - | -- | - | - | -- | -- | -- | -- | ------------------------------------------ | --- | --- | --- | --- | --- |
| 1.    | İstanbul Başakşehir      | 6 | 3  | 1 | 2 | 7  | 9  | −2 | 10 | Továbbjutott az egyenes kieséses szakaszba |     | —   | 0–3 | 1–1 | 1–0 |
| 2.    | AS Roma                  | 6 | 2  | 3 | 1 | 12 | 6  | +6 | 9  | Továbbjutott az egyenes kieséses szakaszba |     | 4–0 | —   | 1–1 | 2–2 |
| 3.    | Borussia Mönchengladbach | 6 | 2  | 2 | 2 | 6  | 9  | −3 | 8  |                                            |     | 1–2 | 2–1 | —   | 0–4 |
| 4.    | Wolfsberger AC           | 6 | 1  | 2 | 3 | 7  | 8  | −1 | 5  |                                            | 0–3 | 1–1 | 0–1 | —   |     |

| 2019. szeptember 19. 21:00 |

| AS Roma                                                         | 4–0               | İstanbul Başakşehir |
| --------------------------------------------------------------- | ----------------- | ------------------- |
| Júnior Caiçara 42' (öngól) Džeko 58' Zaniolo 71' Kluivert 90+3' | (1–0) Jegyzőkönyv |                     |

| Stadio Olimpico, Róma Játékvezető: Xavier Estrada Fernández (spanyol) |

| 2019. szeptember 19. 21:00 |

| Borussia Mönchengladbach | 0–4               | Wolfsberger AC                             |
| ------------------------ | ----------------- | ------------------------------------------ |
|                          | (0–3) Jegyzőkönyv | Weismann 13' Leitgeb 31' 68' Ritzmaier 41' |

| Borussia-Park Stadion, Mönchengladbach Játékvezető: Bognár Tamás (magyar) |

| 2019. október 3. 18:55 |

| Wolfsberger AC | 1–1               | AS Roma        |
| -------------- | ----------------- | -------------- |
| Liendl 51'     | (0–1) Jegyzőkönyv | Spinazzola 27' |

| Liebenauer Stadion, Graz Játékvezető: Tiago Martins (portugál) |

| 2019. október 3. 18:55 (19:55 TRT) |

| İstanbul Başakşehir | 1–1               | Borussia Mönchengladbach |
| ------------------- | ----------------- | ------------------------ |
| Višća 55'           | (0–0) Jegyzőkönyv | Herrmann 90+1'           |

| Başakşehir Fatih Terim Stadion, Isztambul Játékvezető: Stuart Attwell (angol) |

| 2019. október 24. 18:55 (19:55 TRT) |

| İstanbul Başakşehir | 1–0               | Wolfsberger AC |
| ------------------- | ----------------- | -------------- |
| Kahveci 78'         | (0–0) Jegyzőkönyv |                |

| Başakşehir Fatih Terim Stadion, Isztambul Játékvezető: Irfan Peljto (bosznia-hercegovinai) |

| 2019. október 24. 18:55 |

| AS Roma     | 1–1               | Borussia Mönchengladbach |
| ----------- | ----------------- | ------------------------ |
| Zaniolo 32' | (1–0) Jegyzőkönyv | Stindl 90+5' (11-esből)  |

| Stadio Olimpico, Róma Játékvezető: William Collum (skót) |

| 2019. november 7. 21:00 |

| Wolfsberger AC | 0–3               | İstanbul Başakşehir                   |
| -------------- | ----------------- | ------------------------------------- |
|                | (0–0) Jegyzőkönyv | Višća 73' (11-esből) Crivelli 84' 87' |

| Liebenauer Stadion, Graz Játékvezető: Sandro Schärer (svájci) |

| 2019. november 7. 21:00 |

| Borussia Mönchengladbach       | 2–1               | AS Roma   |
| ------------------------------ | ----------------- | --------- |
| Fazio 35' (öngól) Thuram 90+5' | (1–0) Jegyzőkönyv | Fazio 64' |

| Borussia-Park Stadion, Mönchengladbach Játékvezető: Jesús Gil Manzano (spanyol) |

| 2019. november 28. 18:55 (20:55 TRT) |

| İstanbul Başakşehir | 0–3               | AS Roma                                          |
| ------------------- | ----------------- | ------------------------------------------------ |
|                     | (0–3) Jegyzőkönyv | Veretout 30' (11-esből) Kluivert 41' Džeko 45+1' |

| Başakşehir Fatih Terim Stadion, Isztambul Játékvezető: Ovidiu Hațegan (román) |

| 2019. november 28. 18:55 |

| Wolfsberger AC | 0–1               | Borussia Mönchengladbach |
| -------------- | ----------------- | ------------------------ |
|                | (0–0) Jegyzőkönyv | Stindl 60'               |

| Liebenauer Stadion, Graz Játékvezető: Serdar Gözübüyük (holland) |

| 2019. december 12. 21:00 |

| AS Roma                         | 2–2               | Wolfsberger AC                    |
| ------------------------------- | ----------------- | --------------------------------- |
| Perotti 7' (11-esből) Džeko 19' | (2–1) Jegyzőkönyv | Florenzi 10' (öngól) Weissman 64' |

| Stadio Olimpico, Róma Játékvezető: Craig Pawson (angol) |

| 2019. december 12. 21:00 |

| Borussia Mönchengladbach | 1–2               | İstanbul Başakşehir      |
| ------------------------ | ----------------- | ------------------------ |
| Thuram 33'               | (1–1) Jegyzőkönyv | Kahveci 44' Crivelli 90' |

| Borussia-Park Stadion, Mönchengladbach Játékvezető: José María Sánchez Martínez (spanyol) |

### K csoport
| Hely. | Csapat                  | M | Gy | D | V | G+ | G– | Gk | P  | Továbbjutás                                |     | BRA | WOL | SLO | BES |
| ----- | ----------------------- | - | -- | - | - | -- | -- | -- | -- | ------------------------------------------ | --- | --- | --- | --- | --- |
| 1.    | Sporting de Braga       | 6 | 4  | 2 | 0 | 15 | 9  | +6 | 14 | Továbbjutott az egyenes kieséses szakaszba |     | —   | 3–3 | 2–2 | 3–1 |
| 2.    | Wolverhampton Wanderers | 6 | 4  | 1 | 1 | 11 | 5  | +6 | 13 | Továbbjutott az egyenes kieséses szakaszba |     | 0–1 | —   | 1–0 | 4–0 |
| 3.    | Slovan Bratislava       | 6 | 1  | 1 | 4 | 10 | 13 | −3 | 4  |                                            |     | 2–4 | 1–2 | —   | 4–2 |
| 4.    | Beşiktaş JK             | 6 | 1  | 0 | 5 | 6  | 15 | −9 | 3  |                                            | 1–2 | 0–1 | 2–1 | —   |     |

| 2019. szeptember 19. 21:00 |

| Slovan Bratislava                        | 4–2               | Beşiktaş JK                                  |
| ---------------------------------------- | ----------------- | -------------------------------------------- |
| Šporar 14' 58' Ljubičić 90+3' Moha 90+4' | (1–2) Jegyzőkönyv | Ljajić 29' (11-esből) Bozhikov 45+1' (öngól) |

| Tehelné pole, Pozsony Játékvezető: Kristo Tohver (észt) |

| 2019. szeptember 19. 21:00 |

| Wolverhampton Wanderers | 0–1               | Sporting de Braga |
| ----------------------- | ----------------- | ----------------- |
|                         | (0–0) Jegyzőkönyv | R. Horta 71'      |

| Molineux Stadion, Wolverhampton Játékvezető: Jakob Kehlet (dán) |

| 2019. október 3. 18:55 (17:55 WEST) |

| Sporting de Braga    | 2–2               | Slovan Bratislava              |
| -------------------- | ----------------- | ------------------------------ |
| Viana 31' Galeno 63' | (1–1) Jegyzőkönyv | Šporar 45+4' Viana 87' (öngól) |

| Braga városi stadion, Braga Játékvezető: Adrien Jaccottet (svájci) |

| 2019. október 3. 18:55 (19:55 TRT) |

| Beşiktaş JK | 0–1               | Wolverhampton Wanderers |
| ----------- | ----------------- | ----------------------- |
|             | (0–0) Jegyzőkönyv | Boly 90+3'              |

| Vodafone Park, Isztambul Játékvezető: Harald Lechner (osztrák) |

| 2019. október 24. 18:55 (19:55 TRT) |

| Beşiktaş JK | 1–2               | Sporting de Braga        |
| ----------- | ----------------- | ------------------------ |
| Nayir 71'   | (0–1) Jegyzőkönyv | R. Horta 38' Eduardo 80' |

| Vodafone Park, Isztambul Játékvezető: Alejandro Hernández Hernández (spanyol) |

| 2019. október 24. 18:55 |

| Slovan Bratislava | 1–2               | Wolverhampton Wanderers           |
| ----------------- | ----------------- | --------------------------------- |
| Šporar 11'        | (1–0) Jegyzőkönyv | Szájsz 58' Jiménez 64' (11-esből) |

| Tehelné pole, Pozsony Játékvezető: Yevhen Aranovskyi (ukrán) |

| 2019. november 7. 21:00 (20:00 WET) |

| Sporting de Braga            | 3–1               | Beşiktaş JK |
| ---------------------------- | ----------------- | ----------- |
| Paulinho 14' 37' Eduardo 81' | (2–1) Jegyzőkönyv | Boyd 29'    |

| Braga városi stadion, Braga Játékvezető: Gediminas Mažeika (litván) |

| 2019. november 7. 21:00 |

| Wolverhampton Wanderers | 1–0               | Slovan Bratislava |
| ----------------------- | ----------------- | ----------------- |
| Jiménez 90+2'           | (0–0) Jegyzőkönyv |                   |

| Molineux Stadion, Wolverhampton Játékvezető: Bas Nijhuis (holland) |

| 2019. november 28. 18:55 (20:55 TRT) |

| Beşiktaş JK                      | 2–1               | Slovan Bratislava |
| -------------------------------- | ----------------- | ----------------- |
| Roco 75' Ljajić 90+2' (11-esből) | (0–1) Jegyzőkönyv | Daniel 35'        |

| Vodafone Park, Isztambul Játékvezető: Enea Jorgji (albán) |

| 2019. november 28. 18:55 (17:55 WET) |

| Sporting de Braga                    | 3–3               | Wolverhampton Wanderers            |
| ------------------------------------ | ----------------- | ---------------------------------- |
| Horta 6' Paulinho 65' Fransérgio 79' | (1–3) Jegyzőkönyv | Jiménez 14' Doherty 34' Traoré 35' |

| Braga városi stadion, Braga Játékvezető: Aleksei Kulbakov (fehérorosz) |

| 2019. december 12. 21:00 |

| Slovan Bratislava   | 2–4               | Sporting de Braga                                         |
| ------------------- | ----------------- | --------------------------------------------------------- |
| Šporar 42' Moha 70' | (1–1) Jegyzőkönyv | Fonte 44' Trincão 72' Bozhikov 75' (öngól) Paulinho 90+3' |

| Tehelné pole, Pozsony Játékvezető: Paweł Gil (lengyel) |

| 2019. december 12. 21:00 |

| Wolverhampton Wanderers         | 4–0               | Beşiktaş JK |
| ------------------------------- | ----------------- | ----------- |
| Jota 58' 63' 69' Dendoncker 67' | (0–0) Jegyzőkönyv |             |

| Molineux Stadion, Wolverhampton Játékvezető: Andris Treimanis (lett) |

### L csoport
| Hely. | Csapat            | M | Gy | D | V | G+ | G– | Gk  | P  | Továbbjutás                                |     | MU  | AZ  | PAR | AST |
| ----- | ----------------- | - | -- | - | - | -- | -- | --- | -- | ------------------------------------------ | --- | --- | --- | --- | --- |
| 1.    | Manchester United | 6 | 4  | 1 | 1 | 10 | 2  | +8  | 13 | Továbbjutott az egyenes kieséses szakaszba |     | —   | 4–0 | 3–0 | 1–0 |
| 2.    | AZ                | 6 | 2  | 3 | 1 | 15 | 8  | +7  | 9  | Továbbjutott az egyenes kieséses szakaszba |     | 0–0 | —   | 2–2 | 6–0 |
| 3.    | Partizan          | 6 | 2  | 2 | 2 | 10 | 10 | 0   | 8  |                                            |     | 0–1 | 2–2 | —   | 4–1 |
| 4.    | Asztana FK        | 6 | 1  | 0 | 5 | 4  | 19 | −15 | 3  |                                            | 2–1 | 0–5 | 1–2 | —   |     |

| 2019. szeptember 19. 21:00 |

| Partizan                  | 2–2               | AZ                   |
| ------------------------- | ----------------- | -------------------- |
| Natkho 42' (11-esből) 61' | (1–1) Jegyzőkönyv | Stengs 13' Boadu 67' |

| Partizan Stadion, Belgrád Játékvezető: Marco Guida (olasz) |

| 2019. szeptember 19. 21:00 (20:00 BST) |

| Manchester United | 1–0               | Asztana FK |
| ----------------- | ----------------- | ---------- |
| Greenwood 73'     | (0–0) Jegyzőkönyv |            |

| Old Trafford, Manchester Játékvezető: François Letexier (francia) |

| 2019. október 3. 16:50 (20:50 ALMT) |

| Asztana FK       | 1–2               | Partizan      |
| ---------------- | ----------------- | ------------- |
| Sigurjónsson 85' | (0–1) Jegyzőkönyv | Sadiq 29' 73' |

| Asztana Aréna, Nur-Szultan Játékvezető: Mohammed Al-Hakim (svéd) |

| 2019. október 3. 18:55 |

| AZ | 0–0         | Manchester United |
| -- | ----------- | ----------------- |
|    | Jegyzőkönyv |                   |

| Cars Jeans Stadion, Hága Játékvezető: Gediminas Mažeika (litván) |

| 2019. október 24. 18:55 |

| AZ                                                                                        | 6–0               | Asztana FK |
| ----------------------------------------------------------------------------------------- | ----------------- | ---------- |
| Koopmeiners 39' (11-esből) 83' (11-esből) Boadu 43' Stengs 77' Sugawara 85' Idríszi 90+2' | (2–0) Jegyzőkönyv |            |

| Cars Jeans Stadion, Hága Játékvezető: Enea Jorgji (albán) |

| 2019. október 24. 18:55 |

| Partizan | 0–1               | Manchester United      |
| -------- | ----------------- | ---------------------- |
|          | (0–1) Jegyzőkönyv | Martial 43' (11-esből) |

| Partizan Stadion, Belgrád Játékvezető: Xavier Estrada Fernández (spanyol) |

| 2019. november 7. 16:50 (21:50 ALMT) |

| Asztana FK | 0–5               | AZ                                                    |
| ---------- | ----------------- | ----------------------------------------------------- |
|            | (0–1) Jegyzőkönyv | Boadu 29' 77' Midtsjø 52' Idríszi 57' Hatzidiakos 76' |

| Asztana Aréna, Nur-Szultan Játékvezető: Mads-Kristoffer Kristoffersen (dán) |

| 2019. november 7. 21:00 (20:00 GMT) |

| Manchester United                      | 3–0               | Partizan |
| -------------------------------------- | ----------------- | -------- |
| Greenwood 22' Martial 33' Rashford 49' | (2–0) Jegyzőkönyv |          |

| Old Trafford, Manchester Játékvezető: Mattias Gestranius (finn) |

| 2019. november 28. 16:50 (21:50 ALMT) |

| Asztana FK                     | 2–1               | Manchester United |
| ------------------------------ | ----------------- | ----------------- |
| Shomko 55' Bernard 62' (öngól) | (0–1) Jegyzőkönyv | Lingard 10'       |

| Asztana Aréna, Nur-Szultan Játékvezető: Donatas Rumšas (litván) |

| 2019. november 28. 18:55 |

| AZ               | 2–2               | Partizan             |
| ---------------- | ----------------- | -------------------- |
| Druijf 88' 90+2' | (0–2) Jegyzőkönyv | Asano 16' Soumah 27' |

| Cars Jeans Stadion, Hága Játékvezető: Daniel Stefański (lengyel) |

| 2019. december 12. 21:00 |

| Partizan                          | 4–1               | Asztana FK  |
| --------------------------------- | ----------------- | ----------- |
| Soumah 4' Sadiq 22' 76' Asano 26' | (3–0) Jegyzőkönyv | Rotariu 79' |

| Partizan Stadion, Belgrád Játékvezető: Filip Glova (szlovák) |

| 2019. december 12. 21:00 (20:00 GMT) |

| Manchester United                               | 4–0               | AZ |
| ----------------------------------------------- | ----------------- | -- |
| Young 53' Greenwood 58' 64' Mata 62' (11-esből) | (0–0) Jegyzőkönyv |    |

| Old Trafford, Manchester Játékvezető: Sandro Schärer (svájci) |